# 第31回全国高等学校野球選手権大会
第31回全国高等学校野球選手権大会（だい31かいぜんこくこうとうがっこうやきゅうせんしゅけんたいかい）は、1949年8月13日から8月20日まで甲子園球場で行われた全国高等学校野球選手権大会である。

## 概要
この大会から開会式で入場行進する各校の先頭に、西宮市立建石高等学校（現西宮市立西宮高等学校）の女子生徒が校名を書いたプラカードを掲げて行進するようになった。またラッキーゾーンが常設された。甲子園の土を持ち帰ることが定着したのもこの大会がきっかけとされている（準々決勝で敗れた小倉北のエース福嶋一雄によるもの）。

## 代表校
| 地方大会 | 代表校   | 出場回数      |
| -------- | -------- | ------------- |
| 北海道   | 帯広     | 初出場        |
| 奥羽     | 盛岡     | 16年ぶり6回目 |
| 東北     | 東北     | 19年ぶり2回目 |
| 北関東   | 水戸商   | 16年ぶり3回目 |
| 南関東   | 熊谷     | 初出場        |
| 東京     | 慶応     | 3年連続13回目 |
| 神奈川   | 湘南     | 初出場        |
| 信越     | 松本市立 | 3年ぶり2回目  |
| 北陸     | 武生     | 初出場        |
| 山静     | 静岡城内 | 2年連続9回目  |
| 愛知     | 瑞陵     | 3年ぶり7回目  |
| 三岐     | 岐阜     | 2年連続2回目  |

| 地方大会 | 代表校 | 出場回数       |
| -------- | ------ | -------------- |
| 京津     | 平安   | 11年ぶり11回目 |
| 紀和     | 海南   | 15年ぶり2回目  |
| 大阪     | 高津   | 初出場         |
| 兵庫     | 芦屋   | 2年連続3回目   |
| 東中国   | 倉敷工 | 初出場         |
| 西中国   | 柳井   | 2年連続4回目   |
| 北四国   | 高松一 | 初出場         |
| 南四国   | 城東   | 9年ぶり3回目   |
| 福岡     | 小倉北 | 4年連続5回目   |
| 西九州   | 長崎東 | 32年ぶり2回目  |
| 東九州   | 臼杵   | 2年ぶり2回目   |

## 試合結果

### 1回戦
- 臼杵 6 - 2 武生
- 水戸商 16 - 3 海南
- 芦屋 9 - 0 瑞陵
- 帯広 5 - 2 東北
- 平安 18 - 7 盛岡
- 倉敷工 9 - 1 熊谷
- 小倉北 13 - 2 慶応

### 2回戦
- 湘南 9 - 3 城東
- 松本市立 2x - 1 臼杵（延長12回）
- 高松一 6 - 4 水戸商
- 芦屋 6 - 3 静岡城内
- 岐阜 9 - 1 帯広
- 柳井 5 - 4 平安
- 倉敷工 5 - 3 高津
- 小倉北 15 - 4 長崎東

### 準々決勝
- 湘南 2x - 1 松本市立
- 高松一 5 - 0 芦屋
- 岐阜 8 - 4 柳井（延長10回）
- 倉敷工 7x - 6 小倉北（延長10回）

### 準決勝
- 湘南 3x - 2 高松一（延長10回）
- （岐阜 3 - 2 倉敷工）（4回・降雨ノーゲーム）
- 岐阜 5 - 2 倉敷工

### 決勝
8月20日
|      | 1 | 2 | 3 | 4 | 5 | 6 | 7 | 8 | 9 | R | H | E |
| ---- | - | - | - | - | - | - | - | - | - | - | - | - |
| 湘南 | 0 | 0 | 0 | 1 | 0 | 2 | 0 | 2 | 0 | 5 | 7 | 4 |
| 岐阜 | 0 | 2 | 1 | 0 | 0 | 0 | 0 | 0 | 0 | 3 | 8 | 6 |

1. （湘）：田中 - 平井
2. （岐）：花井、田中 - 部田
3. 審判
［球審］高瀬
［塁審］久保田・桜井・永田
4. 試合時間：2時間

| 湘南 | 湘南 | 湘南              |
| 打順 | 守備 | 選手              |
| ---- | ---- | ----------------- |
| 1    | [一] | 岡本英二（3年）   |
| 2    | [三] | 脇村春夫（2年）   |
| 3    | [中] | 根本功（2年）     |
| 4    | [投] | 田中孝一（3年）   |
| 5    | [捕] | 平井勤（1年）     |
| 6    | [遊] | 宝性一成（3年）   |
| 7    | [左] | 佐々木信也（1年） |
| 8    | [右] | 原田靖男（1年）   |
| 9    | [二] | 古家了（3年）     |

| 岐阜 | 岐阜   | 岐阜            |
| 打順 | 守備   | 選手            |
| ---- | ------ | --------------- |
| 1    | [二]   | 服部昌三（3年） |
| 2    | [捕]   | 部田章（3年）   |
| 3    | [投]右 | 花井悠（2年）   |
| 4    | [中]   | 森和彦（3年）   |
| 5    | [左]   | 河合保彦（1年） |
|      | 投     | 田中照雄（1年） |
| 6    | [三]   | 福永武司（3年） |
| 7    | [一]   | 細川禎正（3年） |
| 8    | [遊]   | 稲木昇（2年）   |
| 9    | [右]左 | 今尾東雄（3年） |

## 大会本塁打
1回戦
- 第1号：高島清（慶応）
- 第2号：杉山慎二郎（平安）
- 第3号：藤沢新六（倉敷工）

2回戦
- 第4号：山下健（高松一）
- 第5号：水田恵三（芦屋）

準々決勝
- 第6号：花井悠（岐阜）
- 第7号：藤沢新六（倉敷工）
- 第8号：藤沢新六（倉敷工）

準決勝
- 第9号：妹尾求（倉敷工）

## 記録
| 記録         | 選手名             | 対戦校        | 補足       |
| ------------ | ------------------ | ------------- | ---------- |
| サイクル安打 | 杉山慎二郎（平安） | 1回戦・対盛岡 | 大会史上初 |

## その他の主な出場選手
- 荻原隆（熊谷）
- 小森光生（松本市立）
- 徳永喜久夫（瑞陵）
- 一柳忠尚（瑞陵）
- 清水宏員（平安）

- 有本義明（芦屋）
- 金具洋右（柳井）
- 玉木春雄（高松一）
- 中西太（高松一）
- 松岡雅俊（高松一）